# Alypophanes
Alypophanes là một chi bướm đêm thuộc họ Noctuidae.

## Các loài
- Alypophanes flavirosea Hampson, 1911
- Alypophanes iridocosma Turner, 1908
- Alypophanes phoenicoxantha Hampson, 1911